# Hokej na lodzie na Zimowych Igrzyskach Olimpijskich 1984
Hokej na lodzie był jedną z konkurencji rozgrywanych podczas igrzysk olimpijskich. Do turnieju zgłoszono 12 zespołów.
Turniej został rozegrany w dniach 7–19 lutego 1984 roku. W turnieju wzięło udział 12 zespołów, które zostały podzielone na dwie grupy A i B. Rywalizacja w grupach odbywała się w systemie każdy z każdym. Dwie najlepsze drużyny z każdej grupy utworzyły grupę finałową, w której zaliczono wyniki meczów drużyn, które awansowały. Drużyny które zajęły trzecie miejsc spotkały się w meczu o 5. miejsce, a drużyny z czwartych miejsc – w spotkaniu o 7.miejsce.
W klasyfikacji kanadyjskiej zwyciężył reprezentant Niemiec Erich Kühnhackl zdobywca 8 bramek i 6 asyst.

## Grupa A
| Drużyna    | M | Mecze | Mecze | Mecze | Bramki | Bramki | Bramki | Pkt | Uwagi |
| Drużyna    | M | W     | R     | P     | +      | –      | +/−    | Pkt | Uwagi |
| ---------- | - | ----- | ----- | ----- | ------ | ------ | ------ | --- | ----- |
| ZSRR       | 5 | 5     | 0     | 0     | 42     | 5      | +37    | 10  |       |
| Szwecja    | 5 | 3     | 1     | 1     | 34     | 15     | +19    | 7   |       |
| RFN        | 5 | 3     | 1     | 1     | 27     | 17     | +10    | 7   |       |
| Polska     | 5 | 1     | 0     | 4     | 16     | 37     | -21    | 2   |       |
| Włochy     | 5 | 1     | 0     | 4     | 15     | 31     | -16    | 2   |       |
| Jugosławia | 5 | 1     | 0     | 4     | 8      | 37     | -29    | 2   |       |

Wyniki
| 7 lutego 1984 | Włochy | 3:11 | Szwecja |  |

|  |  |  |  |  |

| 7 lutego 1984 | Polska | 1:12 | ZSRR |  |

|  | Krystian Sikorski | (1:3,0:4,0:5) |  |  |

| 7 lutego 1984 | Jugosławia | 1:8 | RFN |  |

|  |  |  |  |  |

| 9 lutego 1984 | ZSRR | 5:1 | Włochy |  |

|  |  |  |  |  |

| 9 lutego 1984 | Polska | 5:8 | RFN |  |

|  | Andrzej Zabawa Jerzy Christ Andrzej Nowak Jan Piecko Wiesław Jobczyk | (2:2,1:3,2:3) |  |  |

| 9 lutego 1984 | Jugosławia | 0:11 | Czechosłowacja |  |

|  |  |  |  |  |

| 11 lutego 1984 | Włochy | 6:1 | Polska |  |

|  |  | (1:0,0:4,0:2) | Jerzy Christ |  |

| 11 lutego 1984 | Jugosławia | 1:9 | ZSRR |  |

|  |  |  |  |  |

| 11 lutego 1984 | Szwecja | 1:1 | RFN |  |

|  |  |  |  |  |

| 13 lutego 1984 | RFN | 1:6 | ZSRR |  |

|  |  |  |  |  |

| 13 lutego 1984 | Szwecja | 10:1 | Polska |  |

|  |  | (2:1,7:0,1:0) | Andrzej Zabawa |  |

| 13 lutego 1984 | Jugosławia | 5:1 | Włochy |  |

|  |  |  |  |  |

| 15 lutego 1984 | ZSRR | 10:1 | Szwecja |  |

|  |  |  |  |  |

| 15 lutego 1984 | Jugosławia | 1:8 | Polska |  |

|  |  | (1:2,0:3,0:3) | Jerzy Christ ('5, '28, '55) Andrzej Hachuła ('19) Jan Stopczyk ('24) Andrzej Chowaniec ('37) Andrzej Zabawa ('55) Stanisław Klocek ('58) |  |

| 15 lutego 1984 | RFN | 9:4 | Włochy |  |

|  |  |  |  |  |

## Grupa B
| Drużyna           | M | Mecze | Mecze | Mecze | Bramki | Bramki | Bramki | Pkt |
| Drużyna           | M | W     | R     | P     | +      | –      | +/−    | Pkt |
| ----------------- | - | ----- | ----- | ----- | ------ | ------ | ------ | --- |
| Czechosłowacja    | 5 | 5     | 0     | 0     | 38     | 7      | +31    | 10  |
| Kanada            | 5 | 4     | 0     | 1     | 24     | 10     | +14    | 8   |
| Finlandia         | 5 | 2     | 1     | 2     | 27     | 19     | +8     | 5   |
| Stany Zjednoczone | 5 | 1     | 2     | 2     | 16     | 17     | -1     | 4   |
| Austria           | 5 | 1     | 0     | 4     | 13     | 37     | -24    | 2   |
| Norwegia          | 5 | 0     | 1     | 4     | 15     | 43     | -28    | 0   |

Wyniki
| 7 lutego 1984 | Stany Zjednoczone | 2:4 | Kanada |  |

|  |  |  |  |  |

| 7 lutego 1984 | Austria | 3:4 | Finlandia |  |

|  |  |  |  |  |

| 7 lutego 1984 | Czechosłowacja | 10:4 | Norwegia |  |

|  |  |  |  |  |

| 9 lutego 1984 | Kanada | 8:1 | Austria |  |

|  |  |  |  |  |

| 9 lutego 1984 | Finlandia | 16:2 | Norwegia |  |

|  |  |  |  |  |

| 9 lutego 1984 | Czechosłowacja | 4:1 | Stany Zjednoczone |  |

|  |  |  |  |  |

| 11 lutego 1984 | Kanada | 4:2 | Finlandia |  |

|  |  |  |  |  |

| 11 lutego 1984 | Norwegia | 3:3 | Stany Zjednoczone |  |

|  |  |  |  |  |

| 11 lutego 1984 | Austria | 0:13 | Czechosłowacja |  |

|  |  |  |  |  |

| 13 lutego 1984 | Kanada | 8:1 | Norwegia |  |

|  |  |  |  |  |

| 13 lutego 1984 | Finlandia | 2:7 | Czechosłowacja |  |

|  |  |  |  |  |

| 13 lutego 1984 | Stany Zjednoczone | 7:3 | Austria |  |

|  |  |  |  |  |

| 15 lutego 1984 | Finlandia | 3:3 | Stany Zjednoczone |  |

|  |  |  |  |  |

| 15 lutego 1984 | Czechosłowacja | 4:0 | Kanada |  |

|  |  |  |  |  |

| 15 lutego 1984 | Norwegia | 5:6 | Austria |  |

|  |  |  |  |  |

### Mecz o 7.miejsce
| 17 lutego 1984 | Stany Zjednoczone | 7:4 | Polska |  |

|  | ('4) Ed Olczyk ('15, '37) Barry Scott Bjugstad ('21) Pat Lafontaine ('39) Jensen ('40) Philip Verchota ('57) Gary Sampson | (2:2, 4:2, 1:0) | Stanisław Klocek ('5) Henryk Pytel ('17) Wiesław Jobczyk ('38) Krystian Sikorski ('39) |  |

### Mecz o 5.miejsce
| 17 lutego 1984 | RFN | 7:4 | Finlandia |  |

|  |  |  |  |  |

### Grupa finałowa
| Drużyna        | M | Mecze | Mecze | Mecze | Bramki | Bramki | Bramki | Pkt | Uwagi |
| Drużyna        | M | W     | R     | P     | +      | –      | +/−    | Pkt | Uwagi |
| -------------- | - | ----- | ----- | ----- | ------ | ------ | ------ | --- | ----- |
| ZSRR           | 3 | 3     | 0     | 0     | 16     | 1      | +15    | 6   |       |
| Czechosłowacja | 3 | 2     | 0     | 1     | 6      | 2      | +4     | 4   |       |
| Szwecja        | 3 | 1     | 0     | 2     | 3      | 12     | -8     | 2   |       |
| Kanada         | 3 | 0     | 0     | 3     | 0      | 10     | -10    | 0   |       |

Wyniki
| 17 lutego 1984 | Czechosłowacja | 2:0 | Szwecja |  |

|  |  |  |  |  |

| 17 lutego 1984 | ZSRR | 4:0 | Kanada |  |

|  |  |  |  |  |

| 19 lutego 1984 | Szwecja | 2:0 | Kanada |  |

|  |  |  |  |  |

| 19 lutego 1984 | ZSRR | 4:0 | Czechosłowacja |  |

|  |  |  |  |  |

## Składy
| M | Państwo           | Zawodnicy |
| - | ----------------- | --- |
| 1 | ZSRR              | Władisław Trietjak, Zinetuła Bilaletdinow, Siergiej Szepielew, Nikołaj Drozdiecki, Wiaczesław Fietisow, Aleksander Gierasimow, Aleksiej Kasatonow, Andriej Chomutow, Władimir Kowin, Aleksandr Kożewnikow, Władimir Krutow, Igor Łarionow, Siergiej Makarow, Władimir Myszkin, Wasilij Pierwuchin, Aleksandr Skworcow, Siergiej Starikow, Igor Stielnow, Wiktor Tiumieniew, Michaił Wasiljew |
| 2 | Czechosłowacja    | Jiří Králík, Miloslav Hořava, Milan Chalupa, Eduard Uvíra, Arnold Kadlec, Jaroslav Benák, Igor Liba, Pavel Richter, František Černík, Radoslav Svoboda, Vladimír Kýhos, Vladimír Růžička, Dárius Rusnák, Vladimír Caldr, Jiří Lála, Dušan Pašek, Jiří Hrdina, Jaromír Šindel, Jaroslav Korbela, Vincent Lukáč                                                                                |
| 3 | Szwecja           | Rolf Ridderwall, Göte Wälitalo, Bo Ericson, Göran Lindblom, Håkan Nordin, Michael Thelvén, Mats Thelin, Mats Waltin, Thomas Åhlén, Per-Erik Eklund, Thom Eklund, Håkan Eriksson, Peter Gradin, Mats Hessel, Michael Hjälm, Tommy Mörth, Thomas Rundqvist, Tomas Sandström, Håkan Södergren, Jens Öhling                                                                                      |
| 4 | Kanada            | Mario Gosselin, Darren Eliot, James Patrick, Robin Bartel, Dave Donnelly, Dave Tippett, Kirk Muller, Doug Lidster, Bruce Driver, Patrick Flatley, Carey Wilson, Darren Lowe, Craig Redmond, Jean-Jacques Daigneault, Dan Wood, Russ Courtnall, Dave Gagner, Vaughn Karpan, Kevin Dineen, Warren Anderson                                                                                     |
| 5 | RFN               | Udo Kießling, Uli Hiemer, Helmut Steiger, Erich Kühnhackl, Dieter Hegen, Peter Scharf, Ignaz Berndaner Franz Reindl, Gerd Truntschka, Ernst Höfner, Andreas Niederberger, Harold Kreis, Marcus Kuhl, Manfred Wolf, Roy Roedger, Joachim Reil, Michael Betz, Manfred Ahne |
| 6 | Finlandia         | Jorma Valtonen, Kari Takko, Pertti Lehtonen, Simo Saarinen, Erkki Laine, Jarmo Mäkitalo, Anssi Melametsä, Markus Lehto, Arto Ruotanen, Raimo Summanen, Risto Jalo, Petri Skriko, Petteri Lehto, Ville Sirén, Arto Javanainen, Raimo Helminen, Arto Sirviö, Hannu Oksanen, Harri Tuohimaa, Timo Jutila                                                                                        |
| 7 | Stany Zjednoczone | Marc Behrend, Scott Bjugstad, Bob Brooke, Chris Chelios, Mark Fusco, Scott Fusco, Steven Griffith, Paul Guay, Gary Haight, John Harrington, Tom Hirsch, Al Iafrate, David A. Jensen, David H. Jensen, Mark Kumpel, Pat LaFontaine, Bob Mason, Corey Millen, Ed Olczyk, Gary Sampson, Phil Verchota                                                                                           |
| 8 | Polska            | Janusz Adamiec, Marek Cholewa, Andrzej Chowaniec, Jerzy Christ, Henryk Gruth, Andrzej Hachuła, Leszek Jachna, Wiesław Jobczyk, Stanisław Klocek, Andrzej Nowak, Włodzimierz Olszewski, Jan Piecko, Henryk Pytel, Gabriel Samolej, Krystian Sikorski, Jan Stopczyk, Ludwik Synowiec, Robert Szopiński, Andrzej Ujwary, Andrzej Zabawa                                                         |